# Sphaerodactylus townsendi
Sphaerodactylus townsendi är en ödleart som beskrevs av  Grant 1931. Sphaerodactylus townsendi ingår i släktet Sphaerodactylus och familjen geckoödlor. Inga underarter finns listade i Catalogue of Life.